# Helmut Günther (Politiker, 1953)
Helmut Günther (* 10. Juni 1953 in Radstadt) ist ein österreichischer Beamter und Politiker (FPÖ). Er war von 1991 bis 2005 und von 2008 bis 2015 Abgeordneter zum Wiener Landtag und Gemeinderat.

## Ausbildung und Beruf
Helmut Günther besuchte von 1959 bis 1967 die Volks- und Hauptschule in Radstadt und danach das Musisch-pädagogisches Realgymnasium in Radstadt. Nach der Matura 1971 studierte Günther ab 1971 Rechtswissenschaften an der Universität Salzburg und erlangte 1977 den akademischen Grad Magister juris. 1980 promovierte er zum Doktor juris.
Günther absolvierte von 1977 bis 1978 sein Gerichtsjahr am Bezirksgericht Radstadt und war zwischen 1978 und 1983 Vertragsbediensteter und Beamter im Unterrichtsministerium. Er arbeitete von 1983 bis 1984 als Klubdirektor des Salzburger FPÖ-Landtagsklubs und war von 1984 bis 1987 Stellvertretender Kabinettschef von Handelsminister Norbert Steger. Er war zudem von 1984 bis 2002 Abteilungsleiter im Handels- bzw. Wirtschaftsministerium und von 2002 bis 2003 Bereichsleiter für Personal- und Supportangelegenheiten im Sozialministerium. Durch die Beteiligung der FPÖ an der Regierung erhielt Günther die Stelle als Präsidialchef im Sozialministerium, während sein SPÖ-naher Vorgänger in Vorruhestand geschickt wurde. Günther bekleidete dieses Amt bis 2008, seit 28. Februar 2008 ist er Geschäftsführer der AEI, Agentur für Europäische Integration und Wirtschaftliche Entwicklung.

## Politik
Günther war von 1976 bis 1983 Mitglied der Landesparteileitung der FPÖ Salzburg und ist seit 1984 Mitglied der Landesparteileitung der FPÖ Wien. Zudem ist er seit 1991 Mitglied der Bundesparteileitung. Er ist zudem seit 1992 kooptiertes Mitglied des Landesparteivorstandes der FPÖ Wien. Günther war von 1987 bis 1991 Bezirksrat in Wien-Hernals und zwischen 1996 und 2006 Bezirksparteiobmann der Hietzinger Freiheitlichen. 
Günther war von 1991 bis 2005 Abgeordneter zum Wiener Landtag und Mitglied des Gemeinderates der Stadt Wien. Nach dem Ausscheiden von Kurth-Bodo Blind rückte Günther am 25. Juni 2008 erneut in den Wiener Landtag und Gemeinderat nach. 

## Privates
Günther ist seit 1983 verheiratet. 

## Auszeichnungen
- Großes Ehrenzeichen für Verdienste um die Republik Österreich (1996)
- Großes Goldenes Ehrenzeichen für Verdienste um die Republik Österreich (2006)
- Goldenes Ehrenzeichen für Verdienste um das Land Wien (2008)